# چین بزرگ‌سیاهرگ چپ
چین بزرگ‌سیاهرگ چپ (Fold of left vena cava)، چین مثلثی آب‌شامه (پریکارد) سروزی است که بین سرخرگ ریوی چپ و سیاهرگ ریوی زیرین قرار دارد.
نام‌های دیگر این چین عبارتند از: چین وَرید اَجوَفِ چپ، رُباط بزرگ‌سیاهرگ چپ و چین بازمانده (وستیژیال) مارشال.
چین بزرگ‌سیاهرگ چپ از چین‌خوردگی لایه سروزی روی بقایای قسمت پایینی بزرگ‌سیاهرگ زبرین چپ (مجرای کوویه) تشکیل می‌شود که در طول زندگی جنینی محو می‌شود و به صورت نوار فیبری باقی می‌ماند. این نوار از بالاترین سیاهرگ میان‌دنده‌ای سمت چپ به سمت دهلیز چپ کشیده می‌شود، جایی که با یک سیاهرگ قلبی کوچک، یعنی سیاهرگ مایل دهلیز چپ که به سینوس تاجی (کرونری) باز می‌شود، پیوسته‌است.